# Chuignes
Chuignes is een gemeente in het Franse departement Somme (regio Hauts-de-France) en telt 118 inwoners (2009). De plaats maakt deel uit van het arrondissement Péronne.

## Geografie
De oppervlakte van Chuignes bedraagt 4,5 km², de bevolkingsdichtheid is dus 26,2 inwoners per km².
De onderstaande kaart toont de ligging van Chuignes met de belangrijkste infrastructuur en aangrenzende gemeenten.

## Demografie
Onderstaande figuur toont het verloop van het inwonertal (bron: INSEE-tellingen).